# Frank Brewin
Frank Gerald Singlehurst Brewin  (Poona, 21 oktober 1909 - Southwark, 21 april 1976) was een Indiaas hockeyverdediger.
Brewin won met de Indiase ploeg de olympische gouden medaille in 1932. 

## Resultaten
- 1932  Olympische Zomerspelen in Los Angeles